# Symbrenthia hübneri
Symbrenthia hübneri är en fjärilsart som beskrevs av Walter Karl Johann Roepke 1938. Symbrenthia hübneri ingår i släktet Symbrenthia och familjen praktfjärilar. Inga underarter finns listade i Catalogue of Life.